# Созвучие (музыкальный термин)
Созву́чие (англ. sonority, нем. Klang) — одновременное (то есть гармоническое) сочетание любых музыкальных звуков. Понятие созвучия объединяет различные по генезису, интервальному строению, ладовому значению и другим параметрам конструкты звуковысотной вертикали, возникающие в многоголосной музыке.

## Виды созвучий

### Интервалы
- Унисон — однозвучие, в котором два или несколько голосов звучат одновременно на одной высоте[5]. Унисоном является интервал, состоящий из нуля тонов и называющийся чистой примой.

- Интервалы в гармоническом изложении (вертикальные[6]) — одновременные двузвучия[6], выразители «элементарных высотных отношений»[6] в музыке. К ним же морфологически относятся так называемые квинтаккорды, представляющие собой интервал квинты с удвоенным через октаву основанием.

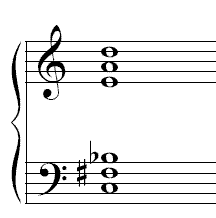
Пример созвучия (прометеевское шестизвучие — аккорд квартовой структуры)

### Аккорды
Аккордом называют одновременное сочетание трёх и более звуков различной высоты, воспринимаемое слухом как целостный элемент звуковысотной вертикали. В тональной музыке аккордами чаще всего называются трезвучия, септаккорды и нонаккорды. С другой стороны, в современной гармонии терцовость рассматривается лишь как частный случай аккордового строения (подобно тому, как гармоническая тональность является частным случаем ладовой организации). Нетерцовые аккордовые комплексы, такие как квартаккорды, приобрели самостоятельное значение в традиционной музыке некоторых культур. В западноевропейскую и русскую классическую музыку такие созвучия начали постепенно проникать со второй половины XIX века. Так, яркий пример квартового аккорда встречается в Первой симфонии А.П. Бородина (1867). Однако наибольшего развития нетерцовые гармонические средства достигают в творчестве композиторов XX столетия, когда понимание аккорда расширяется («любое созвучие, выполняющее функцию аккорда, есть аккорд»). 
Существуют различные способы типологизации аккордов. Например, в зависимости от множественности или единообразия интервального строения выделяют аккорды полиинтервальные и моноинтервальные (классификация С.М. Слонимского). По признаку симметрии, её наличия или отсутствия в расположении образующих аккорд интервалов, выделяют аккорды симметричной и свободной структуры.
Аккорд может быть подвергнут линеарной разработке путём включения неаккордового тона в его состав (например, доминантсептаккорд с секстой вместо квинты – т. н. «шопеновская доминанта»).
Гармоническим единством обладают аккорды, состоящие из трёх, четырёх, пяти, значительно реже ― шести звуков. Созвучия же с бо́льшим количеством тонов слух склонен интерпретировать как полиаккорды, то есть сочетания двух или нескольких аккордовых структур.

### Полифонические созвучия
Созвучия могут быть полифоническими (в музыке полифонического склада) и гармоническими (в музыке гомофонного склада). Конкордом (термин Ю.Н. Холопова) называется полифоническое созвучие, состоящее более чем из двух звуков. Такое созвучие воспринимается не как «непосредственная данность», а как сумма интервалов. Исторически конкорды — первый тип созвучий в европейской многоголосной музыке. Структурно они могут быть идентичны аккордам, но в функциональном отношении ими не являются (отсутствует целостность): многоголосная ткань в средневековой полифонии сугубо линеарна, а звуковысотная вертикаль носит результирующий характер. 

### Сонорныесозвучия
- Кластеры — многозвучия, в которых звуки тесно располагаются по малым и/или большим секундам, иногда по микроинтервалам[19].

## Сонантность созвучий
Бо́льшее или меньшее слияние или неслияние в восприятии созвучия определяет его как консонанс (от лат. consono ― согласно звучу) или диссонанс (от лат. dissono ― нестройно звучу). Несмотря на то, что для объяснения консонирования и диссонирования зачастую привлекаются математико-акустические аргументы, ни консонанс, ни диссонанс не являются абсолютными, «физическими» данностями. Понимание диссонанса разнится в зависимости от музыкальной традиции, стиля и культурно-исторического контекста эпохи.

## Созвучие и аккорд
В элементарной теории музыки, ориентированной на классико-романтическую тональность, и курсе классической гармонии термином «аккорд» обозначаются, прежде всего, строго терцовые комплексы. Термин же «созвучие» употребляется для описания неаккордовых сочетаний (созвучий-задержаний, проходящих и вспомогательных созвучий и т. д.). 

## Комментарии
1. ↑  Выражение К. Дальхауза об аккордах
2. ↑  В этом состоит отличие средневековой полифонии от барочной или ренессансной, где в той или иной степени уже действуют гармонические закономерности.